# Efecto memoria
El efecto memoria es un fenómeno que reduce la capacidad de las baterías con cargas incompletas. Se produce cuando se carga una batería sin haber sido descargada del todo: se crean unos cristales en el interior de estas baterías, a causa de una reacción química al calentarse la batería, bien por uso o por las malas cargas. Para prevenirlo no hace falta esperar a descargar totalmente la batería antes de realizar una carga; basta con que todas las cargas sean completas.
Existen cargadores en el mercado, que realizan una ecualización en las baterías; hacen una carga muy lenta, para cargar la batería hasta su máxima carga real.
Entre las baterías que se ven afectadas por el efecto memoria se encuentran la batería de níquel cadmio (NiCd) y, en menor grado, la batería de níquel e hidruro metálico (NiMH). Por el contrario, las baterías de plomo y ácido o las de iones de litio apenas se ven afectadas por el mismo.
Incluso en las baterías sin efecto memoria se recomienda una descarga completa seguida de una carga completa cada cierto tiempo. En las baterías de litio se recomienda efectuarla mensualmente, si se utilizan con asiduidad.
Las baterías de polímero de litio (LiPo), por razón de seguridad, no pueden descargarse por debajo de un cierto voltaje, habitualmente 3 voltios aproximadamente por celda (siendo una celda una unidad física denominada por S, una pila puede constar de 2 o 3 celdas conectadas entre ellas en serie), y las condiciones de carga son también delicadas. Sin embargo, son las que más energía almacenan respecto a su peso y apenas se ven afectadas por el efecto memoria.
Existen otros tipos de baterías no químicas que no muestran efecto memoria, como las baterías inerciales o los condensadores de alta capacidad.
Otro fenómeno similar que afecta a las baterías de ion de litio es la pasivación que se produce cuando se deja la batería mucho tiempo sin usar o se hacen pequeñas cargas. La carga y descarga completa soluciona este efecto. La pasivación es una fina película de cloruro de litio (LiCl) en la superficie del ánodo (incluso es beneficiosa ya que evita su autodescarga). Va desapareciendo conforme la batería va siendo usada. Si la pasivación es excesiva, podría caer el voltaje por debajo del funcionamiento, si la energía requerida al principio de funcionamiento es muy grande (la pasivación se puede considerar como una resistencia interna de la batería), sólo entonces serían necesarias cargas y descargas.